# Zaglav
Zaglav falu Horvátországban Zára megyében. Közigazgatásilag Salihoz tartozik.

## Fekvése
Zárától légvonalban 20 km-re délre, községközpontjától 3 km-re északnyugatra a Dugi-sziget délkeleti felén, az északkeleti parton fekszik. Legelők, macchia és olajfaligetek szegélyezik. A falu régi része a Triluka-öböl feletti lapos fennsíkon található, de az utóbbi időben egyre inkább a tenger felé terjeszkedett. Ebben nagyban közrejátszott, hogy Triluka-öböl alkalmasnak bizonyult egy jól védett kompkikötő kiépítésére, ahova benzinkutat (autók és hajók számára) is telepítettek. Emiatt forgalma jelentősen megnőtt.

## Története
Zaglav egyike a sziget legfiatalabb településeinek. Első írásos említése a 15. században, 1445-ben történt, amikor a gazdag zárai kereskedő Grgur Mrganić birtokot adományozott itt a ferences harmadrendi szerzeteseknek és felépíttette a Szent Mihály templomot és kolostort. A templomot 1458. augusztus 9-én szentelték fel amint az a kapuzaton glagolita betűkkel is olvasható.
A kolostort a helyiek Mostirnak nevezik, amely elnevezés a latin „monasterium” főnévből származik. A falu területe a sziget többi részéhez hasonlóan Zárához tartozott, majd 1409-től a várossal együtt a Velencei Köztársaság része lett. A 18. század végén Napóleon megszüntette a Velencei Köztársaságot. Dugi otok szigete 1797 és 1805 között Habsburg uralom alá került, majd az egész Dalmáciával együtt a Francia Császárság része lett. 1815-ben a bécsi kongresszus újra Ausztriának adta, amely a Dalmát Királyság részeként Zárából igazgatta 1918-ig. A településnek 1857-ben 112, 1910-ben 222 lakosa volt. Az első világháborút követően előbb a Szerb-Horvát-Szlovén Királyság, majd Jugoszlávia része lett. A falunak 2011-ben 174 lakosa volt, akik hagyományosan szőlő- és olajbogyó termesztéssel, juhtenyésztéssel és újabban egyre inkább turizmussal foglalkoznak.

## Lakosság
| Lakosság változása | Lakosság változása | Lakosság változása | Lakosság változása | Lakosság változása | Lakosság változása | Lakosság változása | Lakosság változása | Lakosság változása | Lakosság változása | Lakosság változása | Lakosság változása | Lakosság változása | Lakosság változása | Lakosság változása | Lakosság változása |
| ------------------ | ------------------ | ------------------ | ------------------ | ------------------ | ------------------ | ------------------ | ------------------ | ------------------ | ------------------ | ------------------ | ------------------ | ------------------ | ------------------ | ------------------ | ------------------ |
| 1857               | 1869               | 1880               | 1890               | 1900               | 1910               | 1921               | 1931               | 1948               | 1953               | 1961               | 1971               | 1981               | 1991               | 2001               | 2011               |
| 112                | 0                  | 142                | 177                | 222                | 222                | 286                | 254                | 408                | 398                | 355                | 366                | 237                | 369                | 184                | 174                |

## Nevezetességei
- Mihály arkangyal tiszteletére szentelt temploma és kolostora.[5] A templom egyhajós épület, hosszúsága tíz és fél, szélessége öt méter. Szentélye, ahogy a hajó is csúcsos gótikus boltozattal fedett. Homlokzatán gótikus ablak, felette harang nélküli harangépítmény található. Főoltárán Szent Mihály főangyal olajjal vászonra festett régi képének másolata látható. A templomnak még két oltára van, melyek a Szűzanya és Páduai Szent Antal tiszteletére vannak szentelve. Több értékes liturgikus tárgyat is őriznek itt, melyek közül említésre méltó egy ezüst körmeneti kereszt, egy ezüst kehely, egy ostyatartó pixis és egy szentségtartó.[2] A kolostor értékes műtárgya Sensi 1653-ban festett Szent Antal képe, melynek hátterében a település környéke látható. A zárai Szent Mihály kolostorban őriznek egy fából faragott 16. századi itteni feszületet.[2] A zaglavi kolostorban élt és alkotott Šimun Klimantović ferences egyházi író, aki könyveinek nagyobb részét itt írta. Ma négy szerzetes él itt, akik közül az egyik a zaglavi plébános, egy másik pedig Brbinj és Savar plébánosa.[2]
- A zaglavi fiatalok minden évben megrendezik a „Kake bake” fesztivált, amely az egyetlen hajnalig tartó mulatság a szigeten.